# Бесанкур
Бесанкур (фр. Bessancourt) је насељено место у Француској у региону Париски регион, у департману Долина Оазе.
По подацима из 2011. године у општини је живело 6811 становника, а густина насељености је износила 1065,88 становника/km².

## Демографија
| 1962. | 1968. | 1975. | 1982. | 1990. | 2011. |
| ----- | ----- | ----- | ----- | ----- | ----- |
| 2.847 | 3.781 | 5.978 | 5.758 | 6.429 | 6.811 |